# Aechmea tuitensis
Aechmea tuitensis är en gräsväxtart som beskrevs av Magaña och Emily Jane Lott. Aechmea tuitensis ingår i släktet Aechmea och familjen Bromeliaceae. Inga underarter finns listade i Catalogue of Life.